# Esther Choub
Esther Ilyichna Choub, également orthographié Esfir Ilyichna Shub (en russe : Эсфирь Ильинична Шуб), née le 16 mars 1894 à Souraj (Empire russe) et morte le 21 septembre 1959  à Moscou, (Union soviétique), est une cinéaste soviétique, pionnière du cinéma documentaire.

## Biographie
Esther Choub naît en 1894 dans une famille juive de propriétaires terriens, à Souraj, ville de l'Empire russe aujourd'hui située non loin de l'Ukraine. Son père, Ilya Roshal, était pharmacien. Le niveau de vie de sa famille, relativement aisé, lui permit ainsi de déménager à Moscou dans l'espoir de pouvoir entrer à l'Institut pour l'éducation supérieure des femmes. C'est à cette occasion qu'elle fait connaissance avec les mouvements révolutionnaires, très populaires chez les jeunes étudiantes russes.
Après la Révolution, attirée par le mouvement avant-garde et notamment le théâtre constructiviste, elle travaille en 1918 avec Vsevolod Meyerhold et Vladimir Maïakovski sur plusieurs pièces. Elle rejoint aussi le groupe LEF (le Front gauche des Arts).
Elle commence sa carrière au cinéma en 1921 aux studios Goskino où elle édite plusieurs films occidentaux pour répondre aux normes du public soviétique, comme par exemple le Docteur Mabuse de Fritz Lang. Elle travaille ainsi aux côtés de Sergueï Eisenstein.
Au début des années 1920, Choub entame une étude sur l'histoire pré-révolutionnaire russe qui a abouti à la réalisation de films documentaires dont le plus fameux est La Chute de la dynastie des Romanov. Ce film sera projeté pour la première fois en 1927, pour commémorer le 10e anniversaire de la Révolution d'octobre. Ce documentaire compile des images d'archives audiovisuelles que Choub a collectées et triées à Leningrad, examinant plus de 60 000 mètres de pellicules. Il s'agit du premier film d'une trilogie, continué par Le Grand Chemin (1927) et terminé par La Russie de Nicolas II et Tolstoï (1928). En 1932, Choub réalise le premier film-documentaire sonore soviétique, Komsomol à la tête de l’électrification. Elle a été pionnière dans le genre du film de compilation, dans l'utilisation de séquences historiques, et dans la reconstitution de scènes historiques afin d'en tourner de nouvelles séquences.
En 1935, le Comité exécutif central de l'URSS a conféré à Esther Choub le titre d'Artiste émérite de la République.
De son premier mariage avec Isaac Vladimirovitch Choub naîtra une fille, Anna. Après son divorce, elle se remarie ensuite avec l'artiste Alexeï Gan. Dans les années 40 et 50, Esther Choub continue son travail de montage et d'édition, et écrit aussi ses mémoires, ainsi qu'un script intitulé Femmes (1933-34), qui ne fut jamais filmé. Dans ses mémoires (Ma Vie - Cinéma), elle décrit ses nombreux projets, jamais aboutis, ou que le gouvernement confiait à d'autres artistes plus proches du pouvoir. Ses écrits parlent aussi de la difficulté qu'elle a eu à être reconnue en tant que femme théoricienne et réalisatrice de cinéma, dans un champ largement dominé par ses confrères masculins. Elle meurt le 21 septembre 1959 à Moscou.

## Filmographie

### Réalisation
- 1927 : La Chute de la dynastie Romanov ((Падение династии Романовых) - documentaire
- 1927 : Le Grand Chemin[7] ((Великий путь) - documentaire
- 1930 : Aujourd'hui (Сегодня) - documentaire
- 1928 : La Russie de Nicolas II et Léon Tolstoï (en)[8]  (Россия Николая II и Лев Толстой)
- 1932 : Komsomol à la tête de l’électrification (КШЭ / Комсомол – шеф электрификации) - documentaire
- 1934 : Moscou construit le métro (Москва строит метро)
- 1937 : Le Pays des Soviets (Страна Советов) - documentaire
- 1939 : Espagne (Испания) - documentaire
- 1941 : Le Fascisme sera battu (Фашизм будет разбит)
- 1942 : Le Pays natal (Страна родная)
- 1946 : Le Procès de Smolensk (Суд в Смоленске)
- 1947 : De l'autre côté d'Arax (По другую сторону Аракса)

### Montage
- 1926 : Abrek Zaour
- 1926 : Ces messieurs Skotinine
- 1926 : Les Ailes du serf
- 1927 : Prostituée